# King Priam
King Priam (en anglès, El rei Príam) és una òpera amb música de Michael Tippett, segons un llibret del mateix compositor. La història es basa en la Ilíada d'Homer, excepte el naixement i la infantesa de Paris, que es prenen de les Fabulae d'Higí. Es va estrenar el 29 de maig de 1962, a Coventry.
L'òpera es va compondre per a un festival d'art per la nova consagració de la reconstruïda catedral de Coventry, per la qual també Benjamin Britten va escriure el War Requiem, que es va estrenar en la catedral el dia després de l'estrena de King Priam.
La primera representació de l'òpera al Royal Opera House Covent Garden de Londres va tenir lloc el 5 de juny, dirigida per John Pritchard. Es va estrenar a Alemanya en 1963, al Badisches Staatstheater; a Grècia en el Festival d'Atenes de 1985, a França a l'Òpera de Nancy i de Lorena el 1988, a Itàlia a Batignano el 1990 i als Estats Units d'Amèricaa l'Òpera de San Francisco el 1994. L'any 2014 l'obra va ser represa per la companyia English Touring Opera, amb una orquestració reduïda d'Iain Farrington, amb una primera representació el 13 de febrer de 2014, al Teatre Real de l'Opera de Linbury.

## Personatges
| Personatge                                       | Tessitura                    | Repartiment de l'estrena, 29 de maig de 1962 (Director: John Pritchard) |
| ------------------------------------------------ | ---------------------------- | ----------------------------------------------------------------------- |
| Príam, rei de Troia                              | baix-baríton                 | Forbes Robinson                                                         |
| Hècuba, la seva esposa                           | soprano dramàtica            | Marie Collier                                                           |
| Héctor, el seu fill major                        | baríton                      | Victor Godfrey                                                          |
| Andrómaca, esposa d'Héctor                       | mezzosoprano dramàtic-lírica | Josephine Veasey                                                        |
| Paris, segon fill de Príam                       | tenor                        | John Dobson                                                             |
| Paris de nen                                     | tiple                        | Philip Doghan                                                           |
| Helena, amant de Paris                           | mezzosoprano lírica          | Margreta Elkins                                                         |
| Aquil·les, un heroi grec                         | tenor heroic                 | Richard Lewis                                                           |
| Pàtrocle, el seu amic                            | baríton lleuger              | Joseph Ward                                                             |
| Institutriu                                      | mezzosoprano                 | Noreen Berry                                                            |
| Ancià                                            | baix                         | David Kelly                                                             |
| Jove guàrdia                                     | tenor líric                  | Robert Bowman                                                           |
| Hermes, missatger dels déus                      | tenor lleuger agut           | John Lanigan                                                            |
| Cor: Caçadors, convidats a les noces, sirvientas |                              |                                                                         |

## Enregistraments
- 1980: Norman Bailey (Priam), Heather Harper (Hecuba), Thomas Allen (Hector), Felicity Palmer (Andromache), Philip Langridge (Paris), Yvonne Minton (Helen), Robert Tear (Achilles), Stephen Roberts, Ann Murray, David Wilson-Johnson, Peter Hall, Kenneth Bowen, Decca Records (LDR 73006), amb la London Sinfonietta dirigida per David Atherton. Aquest enregistrament va guanyar el premi de l'any de la revista Gramophone de música contemporània i va ser reeditat en CD per Chandos Records (CHAN 9406/7) en 1995.[3][3][4]
- 1985: Rodney Macann (Priam), Janet Price (Hecuba), Omar Ebrahim (Hector), Sarah Walker (Andromache), Howard Haskin (Paris), Anne Mason (Helen), and Neil Jenkins (Achilles), una producció de Kent Opera director d'escena Nicholas Hytner, director musical Roger Norrington. Enregistrat per Channel 4 per Robert Lough; editat en VHS per Virgin Classics en 1990 i el segell Kultur en 1997, i en DVD per Arthaus Musik en 2007.